# Karen Donfried

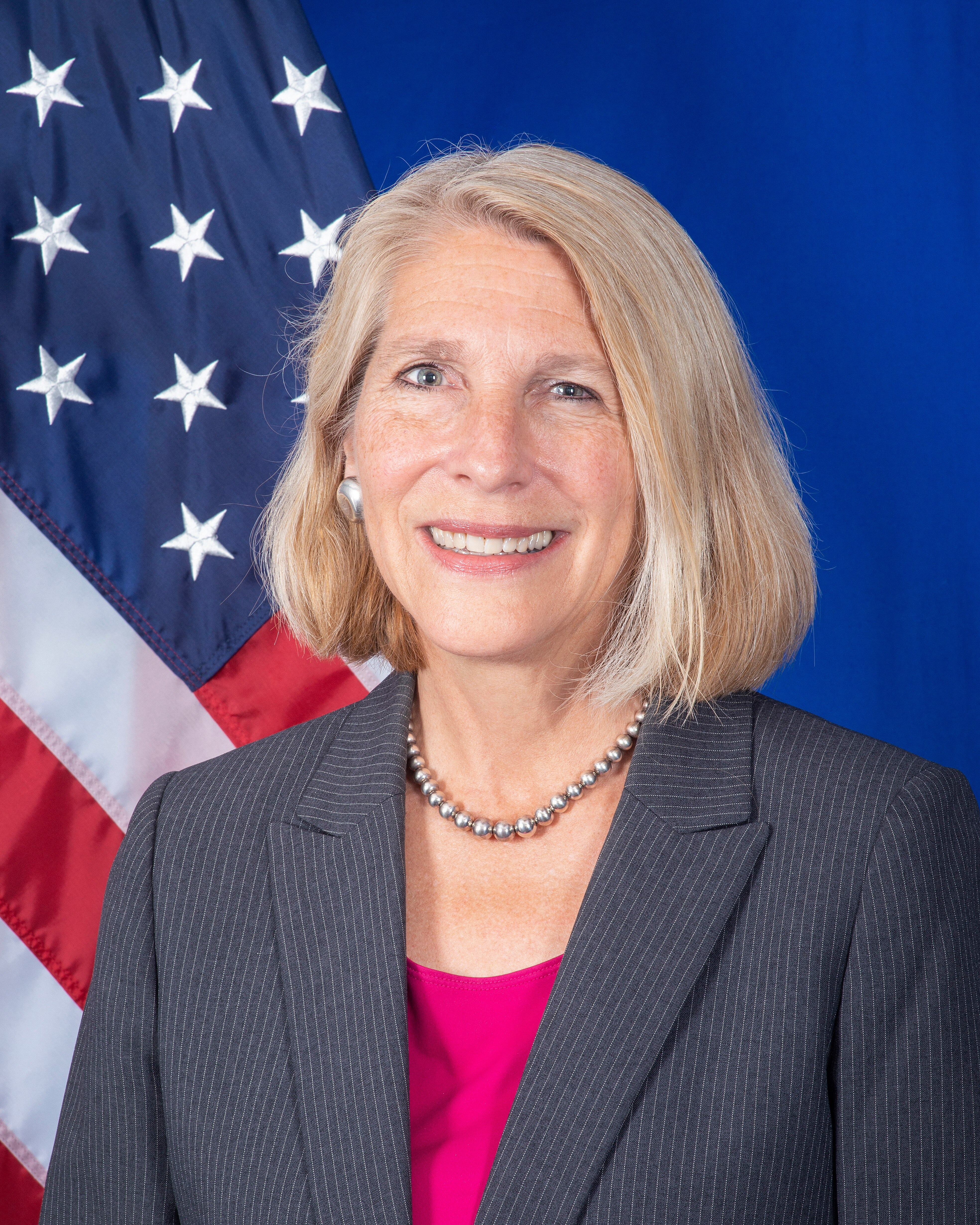
Karen Donfried

Karen Erika Donfried (geb. im Februar 1963 in Amherst, Massachusetts) ist eine US-amerikanische Diplomatin und Außenpolitikexpertin. Seit dem 1. Oktober 2021 ist sie Assistant Secretary of State for European and Eurasian Affairs. Von April 2014 bis September 2021 war sie Präsidentin der Denkfabrik German Marshall Fund.

## Biografie
Karen Donfried wurde 1963 in Amherst, Hampshire County, Massachusetts geboren. Ihr Vater ist der Theologe Karl Paul Donfried und ihre Mutter ist die Geschäftsfrau Catherine E. Donfried. Karen verbrachte ihre frühe Kindheit in Heidelberg, Deutschland.
Sie erwarb einen Bachelor-Abschluss in öffentlicher Verwaltung an der Wesleyan University in den USA. Während ihres Studiums war sie Mitglied der Phi Beta Kappa Gesellschaft. Später machte sie ihren MA und PhD an der Fletcher School der Tufts University sowie einen MA an der Universität München. Sie spricht fließend Deutsch.
Sie arbeitete zehn Jahre lang als Europaspezialistin beim Congressional Research Service. Im Jahr 2001 wechselte sie zur Denkfabrik German Marshall Fund.
Von 2003 bis 2005 arbeitete sie in der Policy Planning Division des US-Außenministeriums. Im Jahr 2005 kehrte sie zum Marshall Fund zurück, wo sie zunächst Senior Director of Policy Programs und dann Executive Vice President (bis 2010) wurde.

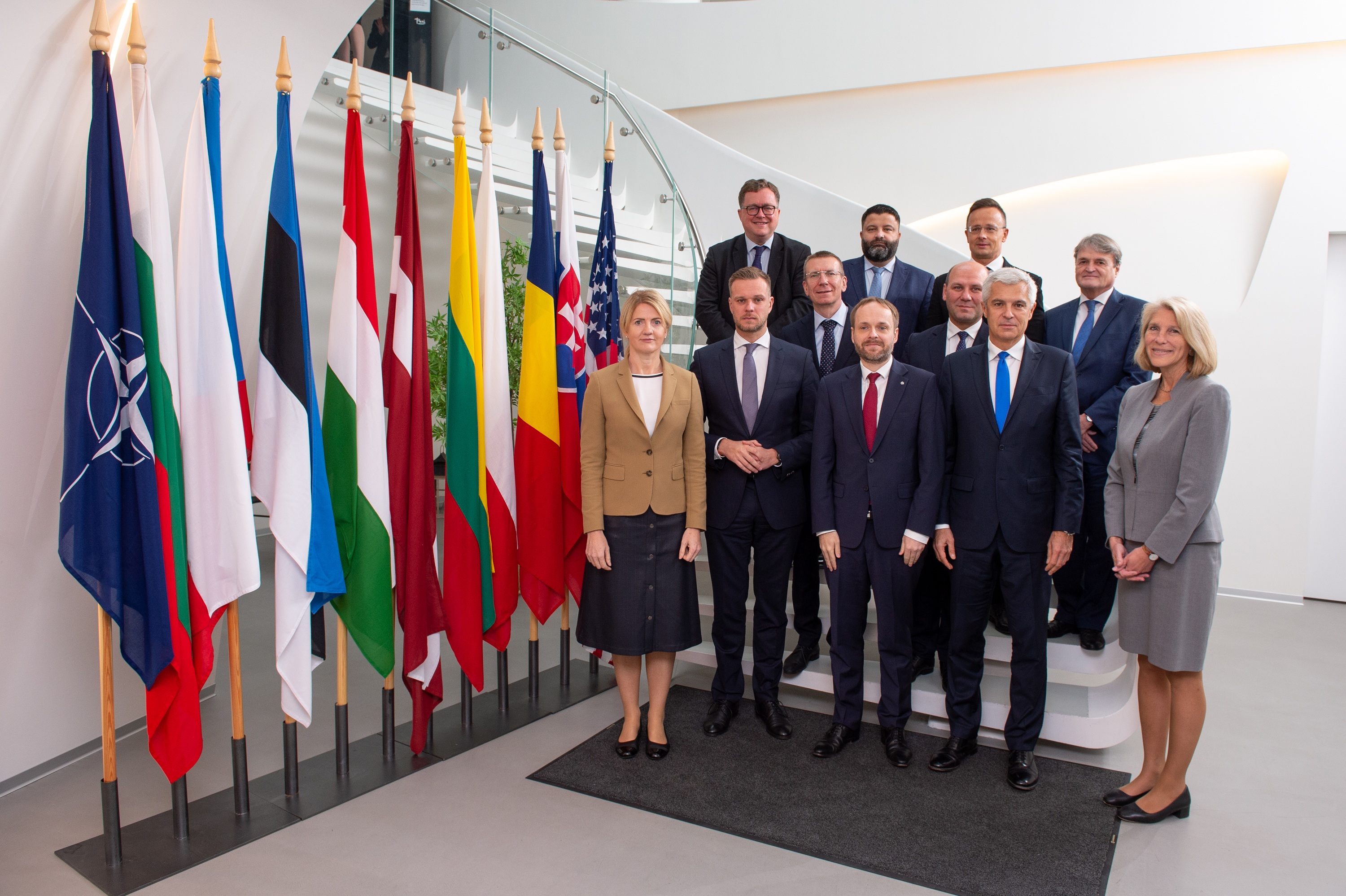
Ministertreffen der Bukarest Neun mit Vertretern der NATO und der USA (Karen Donfried, rechts) in Tallinn, Estland, am 27. Oktober 2021

Später war sie als National Intelligence Officer für Europa beim National Intelligence Council tätig, wo sie die Erstellung strategischer Analysen für die Führung der Nation leitete. Später war sie im Nationalen Sicherheitsrat als Senior Director für europäische Angelegenheiten und Sonderberaterin von US-Präsident Barack Obama tätig.
Im April 2014 wurde sie der erste weibliche Präsident des German Marshall Fund.
Seit 2019 ist Donfried gemeinsam mit dem deutschen Diplomaten Wolfgang Ischinger Vorsitzende der Transatlantic Security Task Force des Marshall Fund und der Bundeskanzler-Helmut-Schmidt-Stiftung.
Am 26. März 2021 gab US-Präsident Joe Biden seine Absicht bekannt, Donfried zur Stellvertretenden Außenministerin für europäische und eurasische Angelegenheiten (Assistant Secretary of State for European and Eurasian Affairs) zu ernennen. Am 29. April wurde dies dem US-Senat zur Prüfung vorgelegt. Am 28. September wurde sie vom Senat bestätigt.
Sie ist Mitglied des Council on Foreign Relations.
Ihr Bruder Mark Donfried ist Generaldirektor des Unternehmens Institute for Cultural Diplomacy mit Sitz in Berlin.
Die Folgen des Ukrainekriegs für Deutschland verglich sie mit denen der Terroranschläge am 11. September 2001 für die USA, in der Bundesrepublik sieht sie »eine Kraft für das Gute«.
Vor der Münchner Sicherheitskonferenz 2023 warnte sie vor einer „No-Limits-Partnerschaft“ zwischen Russland und China und wird diesbezüglich zitiert mit den Worten: „Wenn wir sehen würden, dass China Russland in seinem Krieg gegen die Ukraine materiell unterstützt, würde das unsere Beziehung zu China grundlegend verändern und erhebliche Konsequenzen haben“.

## Auszeichnungen
- Superior Honor Award des US-Außenministeriums (2005)
- Kronenorden (Belgien) (2010)
- Bundesverdienstkreuz (2011)
- Verdienstorden der Italienischen Republik (2018)

## Publikationen (Auswahl)
- Karen Donfried, R. Nicholas Burns: A fundamental challenge: Reden gehalten anlässlich der gemeinsamen Konferenz von Atlantik-Brücke und American Council on Germany "Restoring Trust: The Future of the Transatlantic Partnership", 30. April 2014, Washington, DC (2014). Tempus Corporate, Berlin 2014 (Inhaltsübersicht).